# Костреши Шашки
Костреши Шашки су насељено место у општини Суња, Сисачко-мославачка жупанија, Хрватска.

## Историја
До нове територијалне организације у Хрватској, насеље се налазило у саставу бивше велике општине Сисак. Костреши Шашки су се од распада Југославије до августа 1995. године налазили у Републици Српској Крајини.

## Становништво
| Националност       | 1991.        |
| Срби               | 211 (91,34%) |
| Хрвати             | 5 (2,16%)    |
| Југословени        | 5 (2,16%)    |
| остали и непознато | 10 (4,32%)   |
| Укупно             | 231          |